# حذاء عيد الميلاد
حذاء عيد الميلاد هو كتاب مصور لعام 2016 من تأليف ليزا ويلر [الإنجليزية] والرسام جيري بينكني. تدور أحداث الكتاب حول امرأة تدعى هانا جرايويذر، التي عثرت على فردة حذاء أسود، تبين أنه حذاء بابا نويل.

## الاستقبال
اعترفت مجلة سكول لايبراري جورنال في مراجعة لكتاب حذاء عيد الميلاد بأنها "إعادة سرد للحكاية الشعبية "لزوجة الصياد " التي تتمنى بجشع الكثير وتحصل على نهاية ألطف "ولكن في هذه الحكاية "نهاية أكثر لطفا"واختتمت" حكاية تصور العطلة، من الأفضل الاستمتاع بها كقراءة مستقلة أو كقراءة بصوت عالٍ في مجموعة صغيرة" 
كتبت مجلة هورن بوك "إن سرد القصص فضفاض بعض الشيء بحيث لا تكون مُرضية تمامًا، ولكن تم الحفاظ على جو الغموض والراحة في عيد الميلاد بنجاح بفضل قلم بينكني الثلجي والرسوم التوضيحية بالألوان المائية لعيد الميلاد في الريف والبطلة التي تشعر بالرضا عما لديها وسعيدة بما حصلت عليه: جرو." 
حصل كتاب حذاء عيد الميلاد على مراجعة أيضًا بواسطة  مجلة بابليشرز ويكلي ومجلة بوكليست وتقييمات كيركس وصحيفة نيويورك تايمز.